# Mindahan
Mindahan is een bestuurslaag in het regentschap Jepara van de provincie Midden-Java, Indonesië. Mindahan telt 7735 inwoners (volkstelling 2010).